# Згурич-Брдо
Згурич-Брдо (хорв. Zgurić Brdo) — населений пункт у Хорватії, у Загребській жупанії у складі громади Покупсько.

## Населення
Населення за даними перепису 2011 року становило 46 осіб.
Динаміка чисельності населення поселення:

## Клімат
Середня річна температура становить 10,55 °C, середня максимальна – 24,93 °C, а середня мінімальна – -6,12 °C. Середня річна кількість опадів – 964 мм.
| Клімат поселення                              | Клімат поселення | Клімат поселення | Клімат поселення | Клімат поселення | Клімат поселення | Клімат поселення | Клімат поселення | Клімат поселення | Клімат поселення | Клімат поселення | Клімат поселення | Клімат поселення | Клімат поселення |
| Показник                                      | Січ.             | Лют.             | Бер.             | Квіт.            | Трав.            | Черв.            | Лип.             | Серп.            | Вер.             | Жовт.            | Лист.            | Груд.            |                  |
| Середній максимум, °C                         | 6,56             | 8,44             | 12,92            | 17,24            | 21,79            | 24,93            | 24,27            | 23,61            | 19,96            | 14,84            | 9,00             | 5,04             |                  |
| Середня температура, °C                       | 0,22             | 2,10             | 6,58             | 10,91            | 15,46            | 18,60            | 20,27            | 19,62            | 15,95            | 10,84            | 4,98             | 1,05             |                  |
| Середній мінімум, °C                          | −6,12            | −4,24            | 0,24             | 4,56             | 9,12             | 12,26            | 16,28            | 15,60            | 11,96            | 6,84             | 0,99             | −2,95            |                  |
| Норма опадів, мм                              | 58               | 55               | 66               | 75               | 82               | 96               | 87               | 91               | 92               | 93               | 96               | 73               |                  |
| Середньомісячна швидкість вітру, м/с          | 1.69             | 1.80             | 2.23             | 2.10             | 1.98             | 1.80             | 1.73             | 1.60             | 1.60             | 1.61             | 1.70             | 1.70             |                  |
| Середньомісячна сонячна радіація, кДж/м²·день | 4220             | 6913             | 10520            | 15051            | 19213            | 21049            | 22273            | 19353            | 14189            | 8792             | 4669             | 3375             |                  |
| --------------------------------------------- | ---------------- | ---------------- | ---------------- | ---------------- | ---------------- | ---------------- | ---------------- | ---------------- | ---------------- | ---------------- | ---------------- | ---------------- | ---------------- |
| Джерело:                                      |                  |                  |                  |                  |                  |                  |                  |                  |                  |                  |                  |                  |                  |